# Хованский, Никита Андреевич
Князь Никита Андреевич Хованский (ум. 1608) — стольник и воевода во времена правления Бориса Годунова, Смутное время и правление Василия IV Ивановича Шуйского.
Из княжеского рода Хованские. Второй сын  князя А. П. Хованского. Братья — князья Иван Большой, Иван Меньшой и Андрей Хованские.

## Биография
В 1598 году упоминается в разрядных книгах в свите царя Бориса Фёдоровича Годунова среди «ясаулы столники» во время серпуховского похода, в связи с крымской угрозою. В 1607 году послан против бунтовщиков первым воеводою в Калугу. В январе 1608 года при бракосочетании царя Василия Шуйского с княжной Марией Петровной Буйносовой, первый дружка со стороны княжны.
В 1608 году скончался, приняв перед смертью схиму под именем Нифонта.

## Семья
Женат дважды:
1. Княжна Дарья Михайловна Пожарская, сестра талантливого русского полководца, боярина и воеводы князя Дмитрия Пожарского. Дарья под именем Леониды была заточена в Суздальский Покровский монастырь. «Видимо, порывистый характер Дарьи, вставшей на защиту своих фамилий, привел её к заточению в Суздаль. Беспокойный нрав Дарьи принес много хлопот игуменьи монастыря. Дарья Пожарская-Хованская была пострижена 21 августа 1645 года и скончалась в сентябре 1646 года. Тело её перенесено для погребения в Спасо-Евфимиев монастырь, в родовую усыпальницу Пожарских, расположенную в восточной части Преображенского собора»[1]. От первого брака оставил единственного сына — Ивана (ум. 1675).
2. Феодора NN.